# 13149 Heisenberg
13149 Heisenberg è un asteroide della fascia principale. Scoperto nel 1995, presenta un'orbita caratterizzata da un semiasse maggiore pari a 3,1351477 UA e da un'eccentricità di 0,1372133, inclinata di 3,09066° rispetto all'eclittica.